# Анхелес, Фелипе
Фелипе Анхелес Рамирес (исп. Felipe Ángeles Ramirez, 1868—1919) — мексиканский военачальник, директор Военной Академии (исп. Heroico Colegio Militar) в 1912—1913 годах, участник Мексиканской революции, начальник штаба Северной дивизии Панчо Вильи.

## Биография
Родился 13 июня 1868 в исп. Zacualtipán, штат Идальго, в семье фермера Филипе Анхелеса (ветерана войны с США и свержения императора Максимилиана) и Хуаны Рамирес.
1883 — поступил в Военную академию в Мехико.
1892 — присвоено звание лейтенанта инженеров. Читал различные лекции в военной академии.
1896 — произведен в капитаны артиллерии.
1901 — получил звание майора.
1904 — присвоено звание подполковника.
1908 — полковник. В этом же году уехал во Францию изучать современную артиллерию. Усовершенствовал французское 75-мм полевое орудие, за что мае 1911 года был награждён французским правительством орденом Почетного легиона.
Январь 1912 — вернулся в Мексику и назначен директором Военной академии в Чапультепеке.
Июнь 1912 — произведен в бригадные генералы.
Август 1912 — президентом Ф. И. Мадеро назначен командовать 7-й военной зоной и сражается в штате Морелос с повстанцами Эмилиано Сапаты.
Февраль 1913 — после государственного переворота В. Уэрты арестован, предан суду и отправлен в изгнание во Францию.
Октябрь 1913 — вернулся из Франции и присоединился к силам, боровшимся против Уэрты под командованием Венустиано Каррансы в Соноре. Назначен военным министром, затем заместителем военного министра в правительстве конституционалистов. Разработал генеральную стратегию, состоявшую в трехстороннем наступлении войск конституционалистов на юг, на Мехико.
Январь 1914 — из-за разногласий с Каррансой назначен командовать артиллерией Северной дивизии Панчо Вильи, став одним из главных военных и интеллектуальных советников последнего. Участвовал в качестве начальника артиллерии весной 1914 года в сражениях при Торреоне, Сан-Педро-де-лас-Колониас и Паредон, взятии Сакатекаса.
Октябрь 1914 года — участвовал в Октябрьском съезде в Агуаскальентесе в качестве представителя Панчо Вильи. После раскола среди конституционалистов остался с фракцией Вильи.
Январь 1915 года — командуя войсками вильистов, разбил каррансистов в сражении при Рамос-Ариспе и занял город Монтеррей.
Лето 1915 года — после поражения войск Вильи под Селаей и Леоном был вынужден бежать из Мексики и поселиться в изгнании в Техасе. Пытался зарабатывать на жизнь  фермерством. Участвовал в эмигрантских собраниях по объединению представителей различных фракций.
Декабрь 1918 года — тайно вернулся в Чиуауа и снова присоединился к Панчо Вилье, продолжавшему вести партизанскую войну против правительства. Не смог убедить Вилью прекратить боевые действия.
Июнь 1919 года — разочарованный из-за того, что у долгой и кровавой гражданской войны нет решения, покинул Вилью, был предан и арестован правительством Каррансы.   
25 ноября военный трибунал приговорил его к смертной казни. 26 ноября 1919 года был казнён перед государственной тюрьмой в Чиуауа.

## Память
Его имя носит муниципалитет Женераль-Фелипе-Анхелес в штате Пуэбла.
Подразделение Героической военной академии, отвечающее за подготовку курсантов-артиллеристов, носит название Батарея имени генерала Фелипе Анхелеса.
Его имя носят один из крупных проспектов в Тихуане, бульвар в Пачука-де-Сото и новый аэропорт Мехико.
В муниципалитете Текате (штат Нижняя Калифорния) есть эхидо имени генерала Фелипе Анхелеса.
В 2022 году его имя было высечено золотыми буквами (бронзой с позолотой) на Стене почёта в зале заседаний Палаты депутатов мексиканского Конгресса, где, помимо прочих, увековечена память таких революционеров, как Сапата, Карранса, Вилья, Мадеро, Обрегон, Карденас, Магон.